# Sjarhej Leanidavič Cichanoŭski
Sjarhej Leanidavič Cichanoŭski (in bielorusso Сяргей Леанідавіч Ціханоўскі?; in russo Серге́й Леони́дович Тихано́вский?, Sergej Leonídovič Tichanóvskij, traslitterazione anglosassone: Siarhei Tsikhanousky e Sergej Tikhanovsky, pronuncia bielorussa [t͡sʲixaˈnɔwskj] pronuncia russa [tʲɪxɐˈnofskəj]; Horki, 18 agosto 1978) è un attivista, blogger, politico e imprenditore bielorusso.
Dato per favorito alle elezioni presidenziali del 2020, è stato arrestato poco prima dal regime di Aljaksandr Lukašėnka, e sostituito in corsa dalla moglie Svjatlana Cichanoŭskaja, riconosciuta come presidente eletta dall'Unione europea e a capo del Gabinetto unito di transizione. Condannato in totale a 19 anni e mezzo di reclusione, è stato rilasciato nel 2025 dopo un'accordo con il governo degli Stati Uniti. Cichanoŭskij si autodefinisce come first gentleman della Bielorussia.

## Biografia
Dopo un inizio come imprenditore nel settore dei locali, è diventato conosciuto principalmente per il suo attivismo contro il governo del presidente di lunga data della Bielorussia, Aljaksandr Lukašėnka,
il 29 maggio 2020 ha annunciato la sua intenzione di candidarsi alle elezioni presidenziali del 2020, ma è stato arrestato due giorni dopo dall'OMON per aver organizzato proteste in Bielorussia.

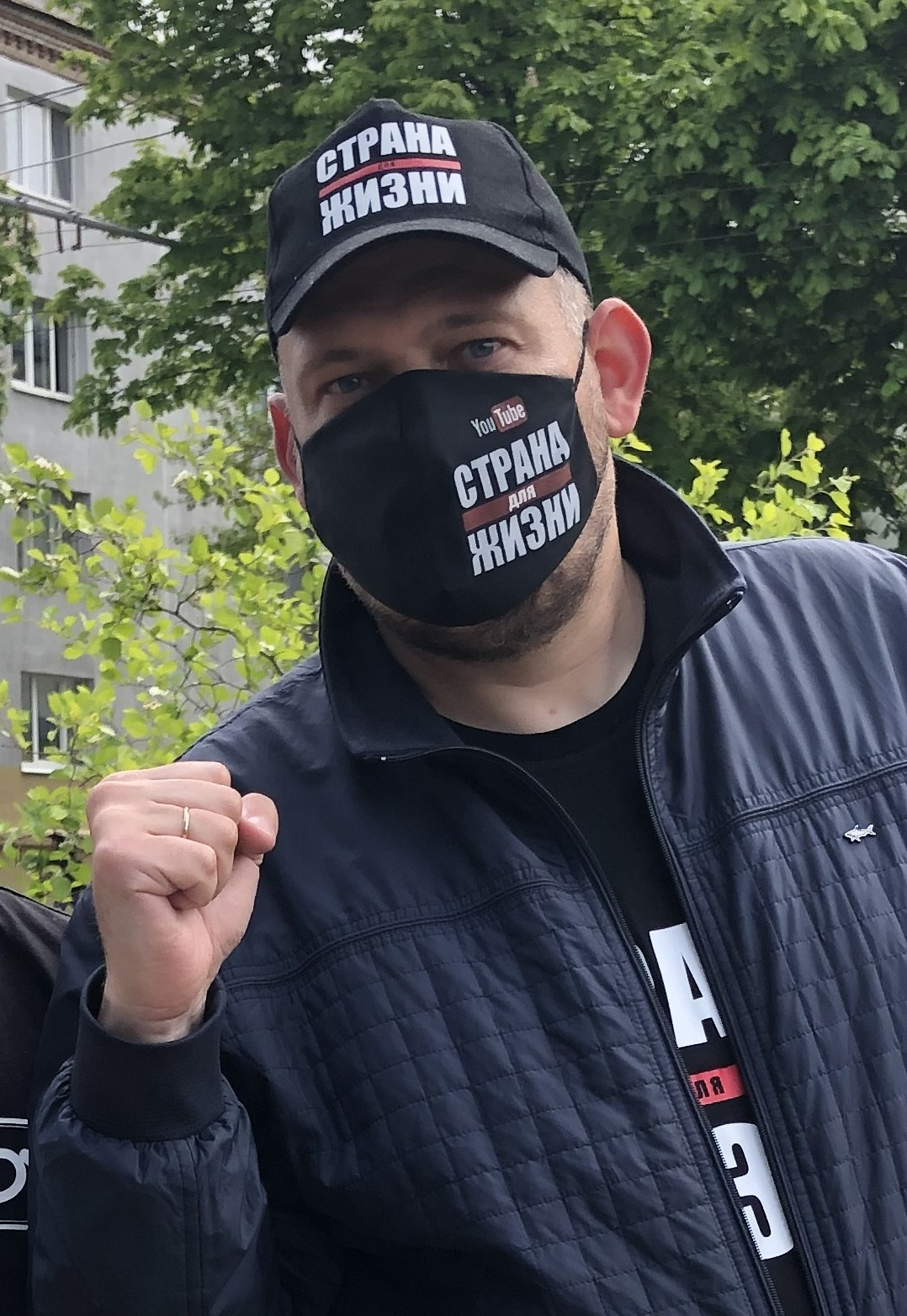
Cichanoŭskij nel maggio 2020

È considerato da Amnesty International un prigioniero di coscienza. Sua moglie Svjatlana Cichanoŭskaja è diventata la principale rivale di Lukašėnka nelle elezioni contestate. 
Durante la sua campagna elettorale, Cichanoŭskij disse più volte che era necessario "fermare lo scarafaggio", riferendosi al presidente bielorusso e al racconto Il grande scarafaggio di Kornej Ivanovič Čukovskij. Le proteste sono state ribattezzate quindi "rivoluzione delle ciabatte", in riferimento appunto all'atto di schiacciare insetti con le ciabatte. Lo stile comunicativo di Cichanoŭskij venne avvicinato a quello del russo Aleksej Naval'nyj e dell'ucraino Volodymyr Zelensky.
In prigione, come ha raccontato dopo la sua liberazione, lui e altri 11 detenuti hanno ricevuto poco dopo una visita di Lukašėnka in persona, che è stata filmata, e lo ha definito un "uomo enorme e ottuso" che crede di avere come riferimento "il Principe di Machiavelli". Lukašėnka fece delle proposte politiche e li minacciò, affermando di aver fatto nascondere 900.000 dollari in casa di Cichanoŭskij per incastrarlo. Cichanoŭskij rifiutò di stringergli la mano adducendo come scusa il COVID-19. Era presente anche il figlio di Lukašėnka, Nikolaj, a cui il dissidente ha detto di non averlo mai minacciato (accusa che gli venne rivolta sulla tv pubblica).
L'11 marzo 2021 il Comitato investigativo ha completato l'indagine penale contro Cichanoŭski, accusandolo di utilizzare il suo blog per sostenere il rovesciamento violento del governo bielorusso. Il processo, con quattro accuse penali (organizzazione di rivolte di massa, incitamento all'odio sociale, ostacolo al lavoro della Commissione elettorale centrale, organizzazione di azioni che violano gravemente l'ordine pubblico), è iniziato a Minsk il 24 giugno e Cichanoŭskij è stato poi giudicato colpevole: nel dicembre 2021, Cichanoŭski è stato condannato a 18 anni di carcere (a cui poi sono stati aggiunti 18 mesi per insubordinazione), mentre cinque suoi sostenitori sono stati incarcerati da 14 a 16 anni.
In prigione è stato tenuto in isolamento per 5 anni nella sezione di massima sicurezza della colonia penale di Homel'; non ha potuto comunicare con la famiglia dal 2022, né ricevere o acquistare nulla (nemmeno "uno spazzolino da denti o del sapone") o vedere gli avvocati e il cappellano della prigione (Cichanoŭskij è un devoto ortodosso), al punto da essere creduto morto da molti; ha perso molto peso fino a non essere quasi riconosciuto dai figli una volta uscito. Cichanoŭski ha dichiarato che lui e altri detenuti politici hanno rifiutato di firmare la domanda di grazia per dichiararsi colpevoli, e che l'ex prigioniero che ha collaborato col regime, Raman Pratasevič, ha tentato di convincerli.
Il 21 giugno 2025 è stato liberato, insieme ad altri 13 prigionieri tra cui l'italianista Natallia Dulina, a seguito di un incontro a Minsk tra il presidente Aljaksandr Lukašėnka e l'inviato speciale del Presidente degli Stati Uniti d'America per l'Ucraina Keith Kellogg, e ha raggiunto la famiglia a Vilnius in Lituania.